# Wagenmeister (Hotel)
Ein Wagenmeister ist ein Hotelmitarbeiter in gehobenen und Spitzenhotels. Der Beruf stellt eine weiter spezialisierte Form des Portiers dar.

## Aufgaben
Er arbeitet am Hoteleingang und kümmert sich um die bequeme An- und Abreise der Gäste. Er ist bei Ankunft normalerweise der erste und bei Abreise der letzte Hotelmitarbeiter, mit dem Gäste in Kontakt kommen. Typischerweise trägt er eine Uniform, die sowohl repräsentativ, als auch wetterfest sein muss. Sie erinnert häufig an die Uniform von klassischen Kutschern (langer Umhang, Zylinder). Die Uniform dient auch dazu, ihn von Hilfskräften, denen gegenüber er weisungsberechtigt ist (Pagen, Parkhilfen, Hotelfahrern), zu unterscheiden. Er repräsentiert das Hotel am Eingang und auf dem Vorplatz (Zufahrt, Gehweg), wo er für Ordnung und Sauberkeit sorgt.
Er organisiert das Ein- und Ausladen des Gepäcks und, wenn nötig, das Parken und bei Abreise die Vorfahrt des Fahrzeugs des Gastes. Darum ist er üblicherweise auch für alle Hotelparkplätze verantwortlich. Bei größeren Hotels hat er Hilfskräfte zum Gepäckladen und Einparken. Wenn räumlich möglich, sorgt er dafür, dass besonders repräsentative (sprich seltene, teure) Luxusautos direkt für alle Gäste und Passanten sichtbar in der Hotelauffahrt oder vor dem Eingang geparkt werden. Auch die „Wichtigkeit“ eines Gastes bestimmt dabei den Parkplatz, denn je näher der Wagen zum Eingang geparkt ist, desto schneller steht der dem Gast auf Wunsch wieder zur Verfügung.
Er organisiert auf Wunsch des Gastes die Wagenpflege (Autowäsche, Werkstattbesuch). Häufig ist er auch verantwortlich für die Einplanung, Wartung und Pflege der hoteleigenen Fahrzeuge.
Abhängig von der hotelinternen Organisation kann der Wagenmeister auch für die sichere Gepäckaufbewahrung zuständig sein, oft wird das aber von der Rezeption organisiert. Für Gäste ohne eigenes Fahrzeug ruft er Taxis. Er sollte ebenfalls in der Lage sein, Fußgängern, aber auch Autofahrern, den Weg zu Sehenswürdigkeiten, Veranstaltungsstätten, Restaurants etc. zu weisen.